# Mark Herman
Mark Herman (nascut el 1954) és un director i guionista de cinema anglès, més conegut per escriure i dirigir la pel·lícula de 2008 El noi del pijama de ratlles.

## Vida i carrera
Herman va néixer a Bridlington, East Riding of Yorkshire, Anglaterra. Va estudiar a Woodleigh School (North Yorkshire) i després a Sedbergh School i Bridlington Grammar School, Bridlington. Als 27 anys va entrar a la indústria cinematogràfica, estudiant art a Hull Art College abans d'estudiar animació al Leeds Polytechnic, ara Leeds Beckett University, des d'on va progressar a la National Film and Television School.
Allà es va allunyar de l'animació i de l'escriptura i la direcció. També va escriure lletres pel grup dels anys 1980 The Christians al seu primer àlbum, The Christians, al costat del company d'East Riding of Yorkshire, Henry Priestman.
El primer llargmetratge de Herman va ser La culpa la va tenir el grum (1992), una comèdia d'identitat equivocada protagonitzada per Dudley Moore i Bryan Brown.
A continuació, Herman va escriure i dirigir l'aclamada Tocant el vent (1996), seguint dels membres d'una orquestra de metall, que encara lluitava per sobreviure una dècada després de la vaga de miners.
A Little Voice (1998), adaptació de Herman de l'obra de Jim Cartwright The Rise and Fall of Little Voice, Jane Horrocks reprèn el paper titular d'una jove agressiva que s'esbrava amb la memòria del seu pare i en la imitació dels cantants que admirava.
Purely Belter (2000), adaptació de Herman de la novel·la The Season Ticket de Jonathan Tulloch, és la història de dos joves adolescents que intenten reunir prou diners per a un parell d'entrades de temporada del Newcastle United F.C. entrades de temporada. Hope Springs (2003) és una adaptació de New Cardiff.
El 2009 va estrenar El noi del pijama de ratlles. Era produïda per David Heyman i protagonitzada per David Thewlis, Vera Farmiga, Sheila Hancock i Rupert Friend. Herman va dirigir i adaptar el treball.
Herman és membre de Film and Television Production, York St John University, York Anglaterra i ha rebut doctorats honoris causa de la Universitat Hull i de la universitat de Leeds Beckett.
Jessica Winter a The Rough Guide to Film critica l'afició de Herman pels primers cops "cloents" i per l'"enfrontament melodramàtic contrari", dient de la pel·lícula Purely Belter, que "probablement no va crear molts nous conversos al realisme socialista parcialment agrest i parcialment ben intencionat de Herman."

## Filmografia
Com a director
- 1987: Unusual Ground Floor Conversion
- 1987: See You at Wembley, Frankie Walsh
- 1992: La culpa la va tenir el grum
- 1996: Tocant el vent (Brassed Off)
- 1998: Little Voice
- 2000: Purely Belter (Purely Belter)
- 2003: Hope Springs
- 2008: El noi del pijama de ratlles

Com a guionista
- 1987: See You at Wembley, Frankie Walsh
- 1987: Unusual Ground Floor Conversion
- 1992: La culpa la va tenir el grum
- 1996: Tocant el vent (Brassed Off)
- 1998: Little Voice
- 2000: Purely Belter
- 2003: Hope Springs

## Distincions
- Grand Prix del Festival de Cinema de París en 1997 per Tocant el vent.
- Premi especial del jurat al Festival Internacional dd Cinema de Tōkyō en 1997 per Tocar el vent.
- César a la millor pel·lícula estrangera en 1998 per Tocant el vent.
- Premi Lumière a la millor pel·lícula estrangera en 1998 per Tocant el vent.
- Premi a la millor pel·lícula al Fantasporto de 2001 per Purely Belter.